# وب‌سوکت
وب سوکت (web socket) یک نوع پروتکل ارتباطی در کامپیوتر است.
برنامه نویسی با معماری وب سوکت (web socket programming) با زبان جاوااسکریپت موضوعی است که کمتر از موضوعات دیگر به آن پرداخته می‌شود.
در ابتدا کمی به موضوعات سرویس گیرنده و سرویس دهنده می‌پردازیم. سرویس گیرنده یا همان کلاینت که تقاضای برخی از فعالیتها را می‌کند و سرویس دهنده هم آن عمل درخواستی را انجام داده و به سرویس گیرنده پاسخ می‌دهد. مشخصات پروتکل WebSocket ws (WebSocket) و wss (WebSocket Secure) را به عنوان دو طرح جدید شناسایی منبع یکنواخت (URI) تعریف می کند.   
حال به برنامه نویسی با وب سوکت می‌پردازیم. وب سوکت به برنامه نویسان امکان کار با شبکه را همانند رفتار ورودی و خروجی در فایل را می‌دهد.
این بدین معنی می‌باشد که برنامه می‌تواند از یک سوکت به آسانی خواندن و نوشتن در یک فایل، بخواند یا در آن بنویسد. 

انواع سوکت:
1. سوکت استریم
2. سوکت دیتاگرام

مثالی از کد سوکت استریم:
```
<!
DOCTYPE
 
html
>

<
meta
 
charset
=
"utf-8"
/>

<
title
>
WebSocket
 
Test
<
/title>

<
script
 
language
=
"javascript"
 
type
=
"text/javascript"
>

  
var
 
wsUri
 
=
 
"ws://echo.websocket.org/"
;

  
var
 
output
;

  
function
 
init
()

  
{

    
output
 
=
 
document
.
getElementById
(
"output"
);

    
testWebSocket
();

  
}

  
function
 
testWebSocket
()

  
{

    
websocket
 
=
 
new
 
WebSocket
(
wsUri
);

    
websocket
.
onopen
 
=
 
function
(
evt
)
 
{
 
onOpen
(
evt
)
 
};

    
websocket
.
onclose
 
=
 
function
(
evt
)
 
{
 
onClose
(
evt
)
 
};

    
websocket
.
onmessage
 
=
 
function
(
evt
)
 
{
 
onMessage
(
evt
)
 
};

    
websocket
.
onerror
 
=
 
function
(
evt
)
 
{
 
onError
(
evt
)
 
};

  
}

  
function
 
onOpen
(
evt
)

  
{

    
writeToScreen
(
"CONNECTED"
);

    
doSend
(
"WebSocket rocks"
);

  
}

  
function
 
onClose
(
evt
)

  
{

    
writeToScreen
(
"DISCONNECTED"
);

  
}

  
function
 
onMessage
(
evt
)

  
{

    
writeToScreen
(
'<span style="color: blue;">RESPONSE: '
 
+
 
evt
.
data
+
'</span>'
);

    
websocket
.
close
();

  
}

  
function
 
onError
(
evt
)

  
{

    
writeToScreen
(
'<span style="color: red;">ERROR:</span> '
 
+
 
evt
.
data
);

  
}

  
function
 
doSend
(
message
)

  
{

    
writeToScreen
(
"SENT: "
 
+
 
message
);

    
websocket
.
send
(
message
);

  
}

  
function
 
writeToScreen
(
message
)

  
{

    
var
 
pre
 
=
 
document
.
createElement
(
"p"
);

    
pre
.
style
.
wordWrap
 
=
 
"break-word"
;

    
pre
.
innerHTML
 
=
 
message
;

    
output
.
appendChild
(
pre
);

  
}

  
window
.
addEventListener
(
"load"
,
 
init
,
 
false
);

<
/script>

```